# Schenk von Landegg

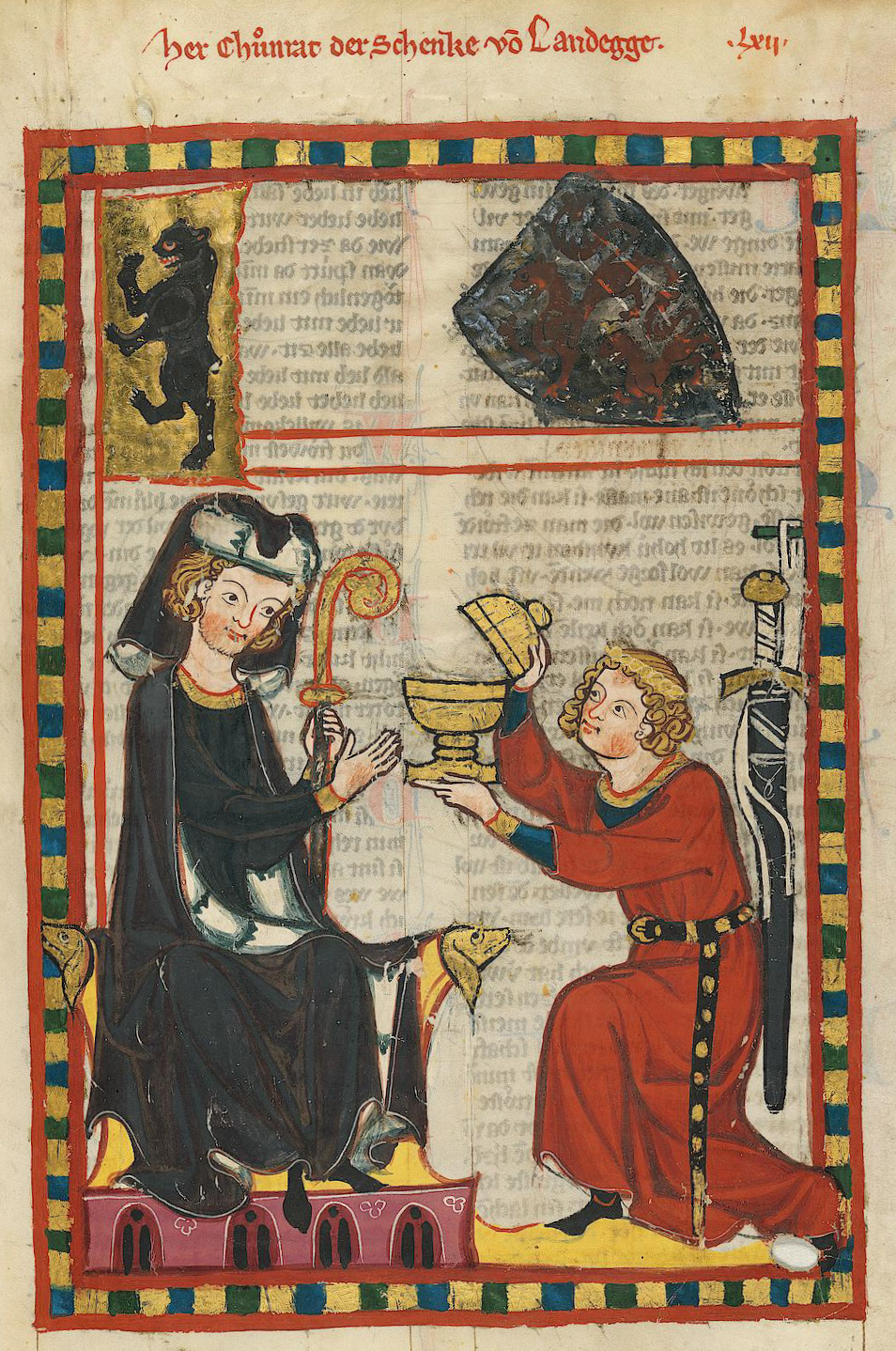
Konrad Schenk von Landegg im Codes Manesse, ca. 1310

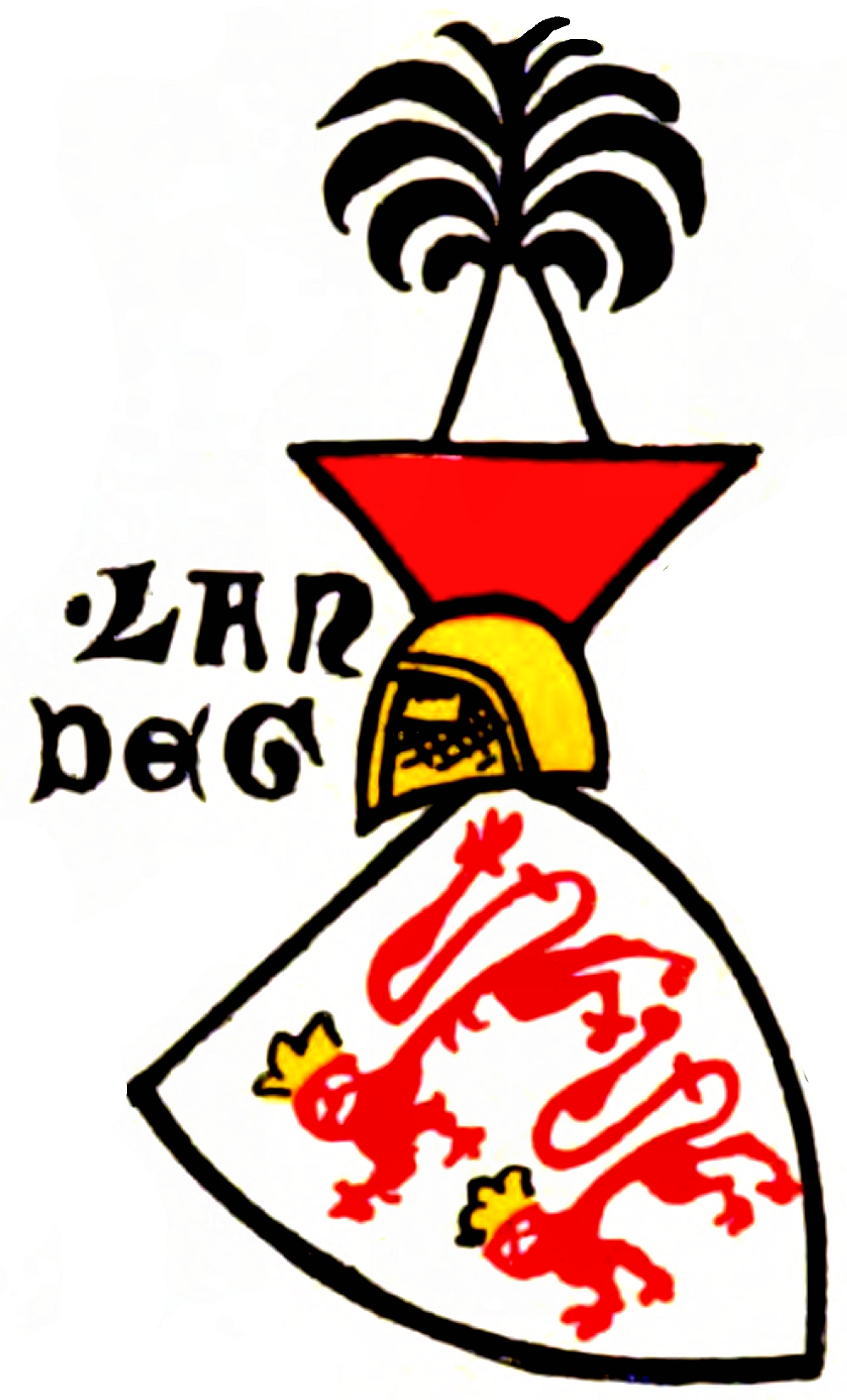
Wappen der Schenk von Landegg, Zürcher Wappenrolle ca. 1340

Die Schenk von Landegg waren vom 13. bis zum 16. Jahrhundert eine Ritteradelsfamilie mit der Burg Landegg in der heutigen Gemeinde Degersheim SG in der Ostschweiz, die wohl von den ab 1166/67 genannten Herren von Glattburg abstammt. Die Familie Schenk von Glattburg bildete ab dem 13. Jahrhundert einen selbstständigen Zweig der Landegg.

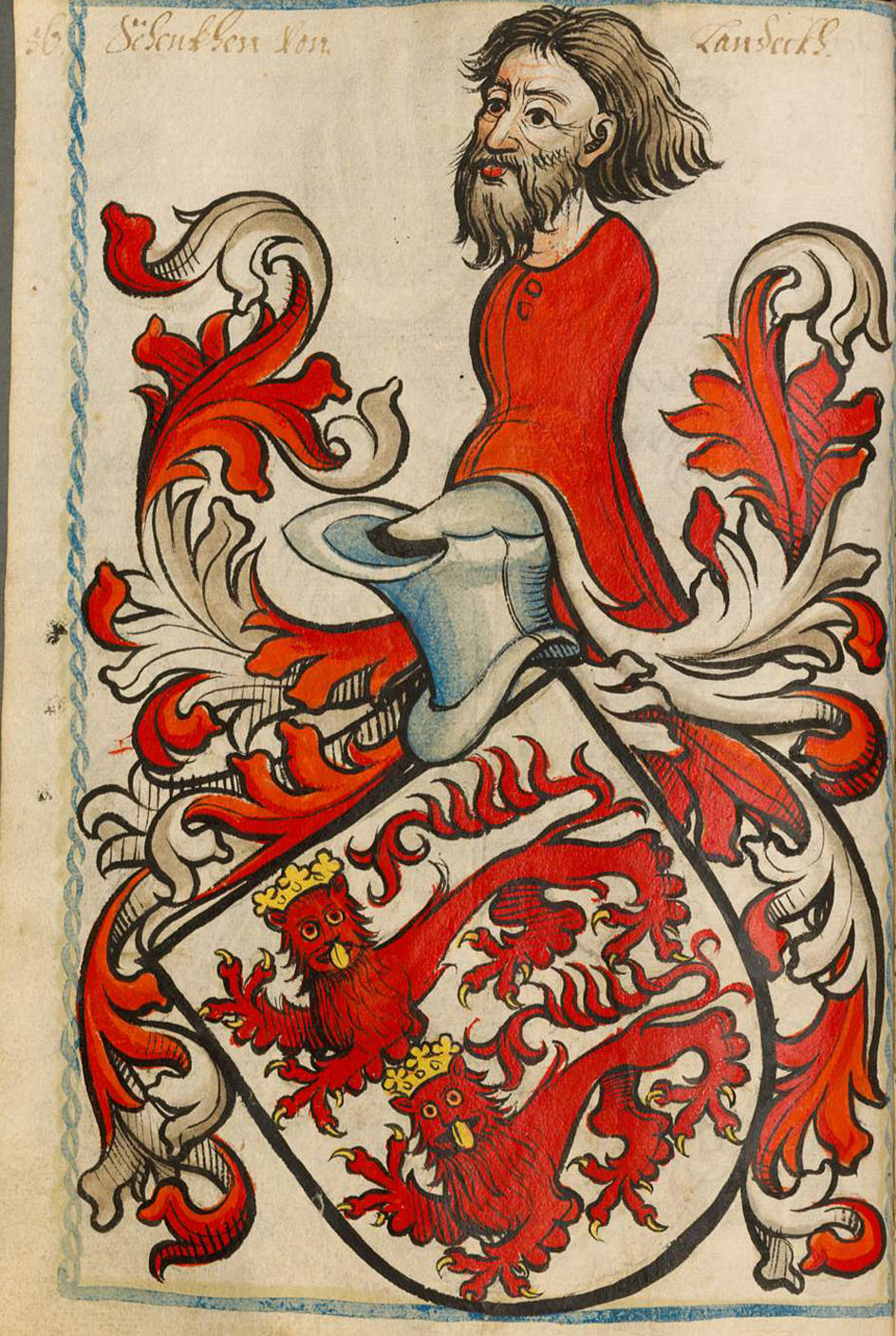
Wappen der Schenk von Landegg

Heinrich wird 1241 bis 1260 im Umfeld der Kyburger und des Abtes von St. Gallen erwähnt. Der Minnesänger Konrad von Landegg (1275–1306) erhielt für geleistete Dienste von König Rudolf 1281 als Pfand die Vogtei Scheftenau  und vom Abt von St. Gallen 1283 als Lehen die Burg Singenberg.
Ein Ritter Lütold aus dem Geschlecht von Landegg verwendete 1291 erstmals die Bezeichnung Schenk von Glattburg. Ein weiterer Lütold trug 1380 den Namen Schenk von Landegg zu Glattburg.
Die Stammburg  der Familie lag im Untertoggenburg auf einem bewaldeten Geländesporn
zwischen den Weilern Ramsau und Buebental. Weitere Besitzungen der Landegger waren das Gericht zu Winzenberg , Güter im Rindal und eventuell im ehemaligen St. Peterzell.
Mitte des 14. Jahrhunderts verlegten die Landegg ihren Wohnsitz auf die Schenken-Glattburg und verkauften Landegg an das Kloster Magdenau.
Im 14. Jahrhundert wurde die Burg aufgegeben.
Ab dem Ende des 14. Jahrhunderts setzte die Verstädterung der Familie in Wil, Konstanz und Zürich ein.
Die Glattburg blieb als erblicher Wohnsitz bis zum Abbruch der agnatischen Linie 1480 im Besitz der Landegger.
Den Besitz der Familie übernahmen ab dem Ende des 15. Jahrhunderts stufenweise die Schenk von Castell.
Im Mai 1942 legten Pfadfinder ein Mauerstück der Burg von 2,7 Meter Höhe bloss.

## Wappen
Blasonierung: In Silber übereinander zwei schreitende, rote Löwen

## Persönlichkeiten
- Konrad von Landeck († nach 1306), Ministeriale und Minnesänger
- Verena Schenk von Landegg (* vor 1450; † 15. Oktober 1480), Äbtissin des Zisterzienserinnenklosters Magdenau
- Anna Schenk von Landegg (* vor 1460; † 26. Juli 1506), Äbtissin des Zisterzienserinnenklosters Magdenau